# Clavaleyres
Clavaleyres is een plaats en voormalige gemeente in het Zwitserse kanton Fribourg. Clavaleyres telt 49 inwoners.

## Overdracht naar het kanton Fribourg
Sinds 2013 werkte de gemeente Clavaleyres, een enclave van het kanton Bern in het kanton Fribourg, nauw samen met de naburige gemeente Murten, dat tot het kanton Fribourg behoort, bijvoorbeeld op het vlak van brandweer, onderwijs enz. In dat jaar startte ook de fusiegesprekken tussen beide gemeentes. De moeilijkheid in deze fusiegesprekken was echter dat deze een overdracht van het grondgebied van Clavaleyres van het kanton Bern naar het kanton Fribourg noodzakelijk maakt.
In februari 2016 gaf de Grote Raad van Fribourg een gunstig voorafgaandelijk advies omtrent deze fusieplannen. Op 9 februari 2020, in de marge van de federale referenda op diezelfde dag, stemde 96,20% van de Fribourgse bevolking voor deze fusie, terwijl 89,04% van de Bernse bevolking de fusie goedkeurde. In mei 2021 werd de gebiedsoverdracht bevestigd door de regeringen van de kantons Bern en Freiburg en vastgesteld voor 1 januari 2022.